# علي صالح السعدي
علي صالح السعدي (1928-1977) مواليد قضاء الخالص ، أحد القيادات التاريخية الأولى لحزب البعث في العراق، خريج كلية التجارة والاقتصاد جامعة بغداد للعام 1955، كان يمثل التيار المتشدد داخل البعث الذي أطاح بنظام رئيس الوزراء العميد عبد الكريم قاسم في حركة 8 شباط 1963. قاد الانشقاق داخل الحزب الذي تسبب بأحداث الحرس القومي والتي نجم عنها اقصاء البعث في حركة 18 تشرين الثاني 1963 من قبل رئيس الجمهورية عبد السلام عارف. تم تسفيره مع مجموعة قيادات تياره إلى إسبانيا من قبل خصمه في التيار المنافس حازم جواد بعد انتصار الأخير. تم فصله من عضوية الحزب من قبل القيادة القومية بسبب تزعمه لحركة الانشقاق. كان علي صالح السعدي في مستهل انقلاب 14 تموز 1958 ينتمي للفرق الصدامية للحزب وذو ثقافة حزبية ايديولوجية محضة، غلبت على آرائه الصبغة الحزبية أكثر منها سياسية أو ثقافية عامة. بل كان يؤمن بكونه يساري ثوري يغلب لغة العنف لتحقيق المصالح السياسية. ساهم بعد حركة شباط 1963 بقمع المليشيات الشيوعية الحاكمة ابان عهد رئيس الوزراء عبد الكريم قاسم. كان من الداعين لاعدام عبد الكريم قاسم بعد محاكمته في مبنى التلفزيون. توفي في 19 أيلول/سبتمبر 1977 بلندن.

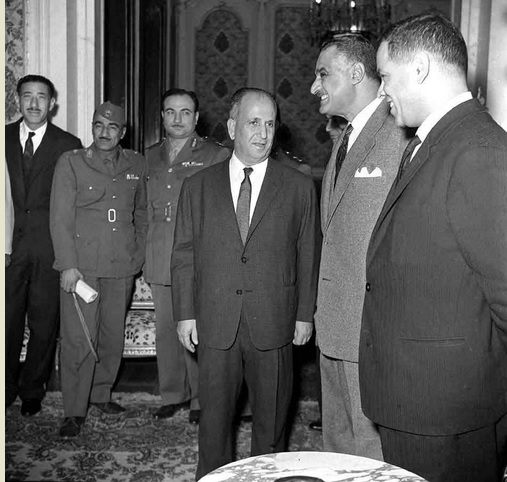
صورة في 15 آذار 1963 في القاهرة في محادثات الوحدة بين العراق ومصر وسوريا، يظهر وزير الداخلية العراقي علي صالح السعدي من اليمين بجانب الرئيس المصري جمال عبد الناصر.

## وصلات خارجية
- كتاب علي صالح السعدي، بواسطة سيف الدين الدوري
- مقال عن علي صالح السعدي في جريدة الزمان في 2 مايو 2009